# Threnetes
A Threnetes a madarak osztályának sarlósfecske-alakúak (Apodiformes) rendjébe és a kolibrifélék (Trochilidae) családjába tartozó nem.

## Rendszerezésük
A nemet John Gould angol ornitológus írta le 1852-ben, az alábbi 3 faj tartozik ide:
- szakállas remetekolibri (Threnetes ruckeri)
- sápadt remetekolibri (Threnetes leucurus)
- kormos remetekolibri (Threnetes niger)

## Előfordulásuk
Közép-Amerikában és Dél-Amerika északi részén honosak. Természetes élőhelyeik a szubtrópusi és trópusi erdők és cserjések. Állandó, nem vonuló fajok.

## Megjelenésük
Testhosszuk 10–12,2 centiméter körüli.

## Életmódjuk
Nektárral táplálkoznak, de kisebb ízeltlábúakat is fogyasztanak.